# チェコスロバキア社会主義共和国

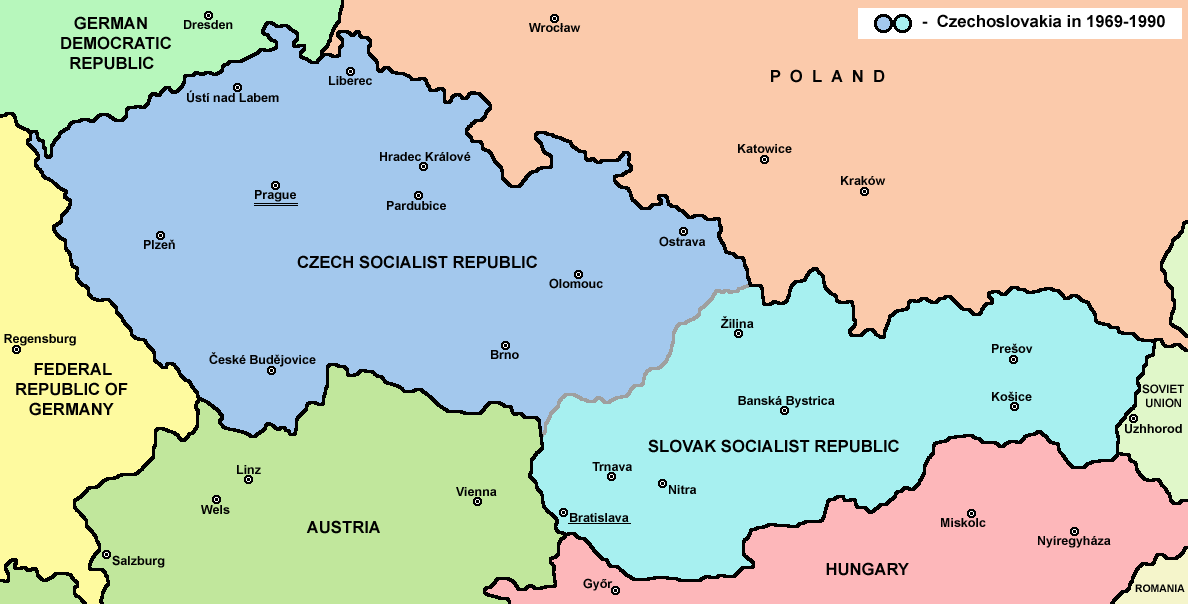

チェコスロバキア社会主義共和国
Československá socialistická republika (チェコ語)

国の標語: Pravda vítězí（チェコ語）
真実は勝つ国歌: 
チェコ：Kde domov můj（チェコ語）
我が家何処や

スロバキア：Nad Tatrou sa blýska（スロバキア語）
稲妻がタトラの上を走り去り

チェコスロバキア社会主義共和国の位置

チェコスロバキア社会主義共和国（チェコスロバキアしゃかいしゅぎきょうわこく、チェコ語・スロバキア語:Československá socialistická republika）は、1948年から1989年までの間存在したヨーロッパ東部の国家である。1948年のチェコスロバキア総選挙によりチェコスロバキア共産党が政権を獲得し、人民民主主義体制をとったことにより誕生した。ただし、1960年までの国号は以前と同じチェコスロバキア共和国（Československá republika）であった。「社会主義共和国」の国名が正式に使われるようになったのはそれ以降である。1989年のビロード革命により共産党一党独裁体制が崩壊して消滅した。

## 国名
チェコスロバキアの公用語のチェコ語とスロバキア語での正式名称の表記は、1960年までは「Československá republika」、それ以降は「Československá socialistická republika」であった。
また、当時はチェコ語・スロバキア語を問わず、「チェコスロバキア」は、ハイフン無しの「Československo」だった。

?軍艦旗（1955年-1960年）
?大統領旗（1960年-1990年）

## 歴史

### チェコスロバキア共産党の政権獲得

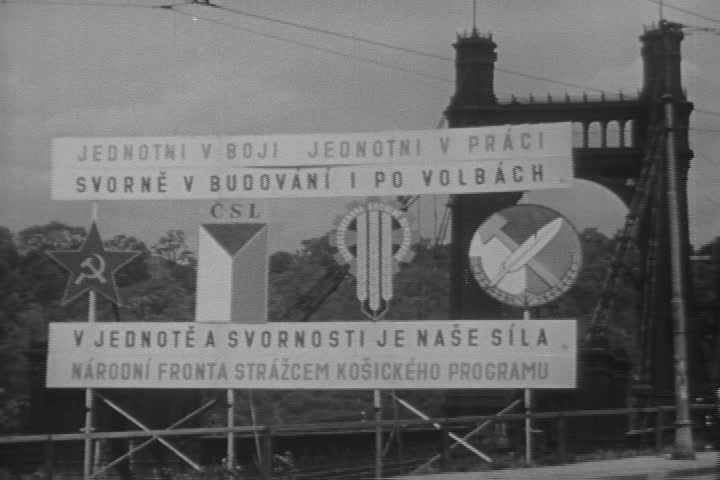
国民戦線の宣伝掲示 左から共産党・人民党・社会民主党・国民社会党の党章が並んでいる。

1948年のチェコスロバキア議会選挙においてチェコスロバキア共産党と、それが率いる国民戦線が圧勝した。これにより共産党書記長のクレメント・ゴットワルトが大統領に就任し、「人民民主主義」宣言を行い、事実上の共産党一党独裁体制を確立した。
1960年には社会主義憲法を採択、国号を「チェコスロバキア社会主義共和国」と改称した。

### プラハの春・チェコ事件
1968年に、チェコスロバキア共産党第一書記に、アレクサンデル・ドゥプチェクが就くと、「人間の顔をした社会主義」と称して自由化政策が実行されていった。しかし、これを危険視したソ連や東欧諸国の指導部はチェコスロバキアと幾度の会談を重ねたが、結局軍事介入に踏み切ることになった。この軍事介入後ドゥプチェクは辞任、後任のグスターフ・フサーク第一書記（大統領兼務 1975年-1989年）の時代には民主化政策は停滞し、「正常化」と呼ばれる時代に入ることとなる。「正常化」体制では改革派の共産党員50万人が除名され、強権的な体制が敷かれた。

### 連邦制導入
しかしながらプラハの春は、それ以前から存在したスロバキア地域の自治権要求にさらに拍車をかけ、1969年に施行された「チェコスロバキア連邦に関する基本法」（Ústavní zákon o československé federaci、チェコスロバキア連邦議会1969年法律第143号）に基づき連邦制が導入され、ボヘミアおよびモラビア地方に「チェコ社会主義共和国」、スロバキア地方に「スロバキア社会主義共和国」が設置された。

### ビロード革命
1980年代に入ると、ソ連のペレストロイカの影響で、チェコスロバキアにも民主化の機運が高まっていたが、フサークは相変わらず「反体制派」とみなした国民を弾圧していった。
1989年にハンガリーが隣国オーストリアとの国境にある鉄条網を撤去した。これにより東ドイツ国民は西ドイツへ行けるようになったが、そのためにはチェコスロバキアを経由する必要があった。これに対しチェコスロバキア政府は東ドイツ国民を西ドイツに輸送することを決断した。ハンガリーに次ぎチェコスロバキアも「鉄のカーテン」の撤去に踏み込んだことにより、東ドイツではベルリンの壁が市民によって破壊された。
この一連の動きを知ったチェコスロバキアの反体制派の学生はデモを実施し、それがきっかけでビロード革命が起きた。この革命で、チェコスロバキアは共産党一党独裁を放棄することとなった。

## 経済
チェコスロバキアはかつてのオーストリア＝ハンガリー帝国時代に早くから産業革命が進み、1930年代には世界第7位の工業国であり、1970年時点でも共産主義政権下にある東ヨーロッパ諸国の中で最も進んだ工業国であった。農業地域が中心を占めるスロバキアを除くと、主な産業は工業である。金属、機械、自動車、鉄道車両、製鉄、繊維のほか、著名なガラス工業（ボヘミアングラス）が盛んであった。このほか兵器製造、ビールを中心とした食品工業、ガラス以外の窯業も確立していた。生産規模では鉄鋼が最大である。経済相互援助会議(COMECON)加盟国であり、ソビエト連邦を中心とした経済分業体制の中で重工業製品の市場を東欧圏で確保していた。しかし、性能やデザインなどで徐々に西側諸国からの立ち後れが隠せなくなり、政治的配慮を必要としない真の国際競争力は失われていった。また、東側諸国の中でも保守的な共産党体制は、徐々に悪化する経済状況への改革やハンガリーに比較して遅れた西側資本の導入へ効果的な対策を打てなかった。
鉱業では、燃料としてつかわれる褐炭が東ヨーロッパ諸国内の3位を占めるだけであり、エネルギー以外の工業原材料の6割を輸入に頼っていた。例えば石油はソビエト連邦からドルジバパイプラインを利用して輸入していた。これは石油輸出国機構 (OPEC) 加盟国などによる国際的基準よりかなり低い価格に設定されており、チェコ経済の重要な基幹となっていたが、同時に経済面でもソビエト連邦へ服属することも意味していた。
農業では、小麦を中心とした麦、サトウダイコン、ジャガイモ、トウモロコシを中心とし自給可能であった。
貿易では、社会主義国同士の取引が最大ではあったが、貿易額の30%は非社会主義国が占めていた。主な輸入品は燃料と工業原材料、ついで穀物、食料品。主な輸出品は機械、石油化学によるガソリンやナフサ、自動車、皮革などである。ガラス工業は金額ベースでは少なかった。